# Rüdiger Hohls
Rüdiger Hohls (* 6. November 1955 in Walsrode) ist ein deutscher Historiker und ehemaliger Hauptredakteur von H-Soz-Kult, einem Kommunikations- und Fachinformationsportal für die Geschichtswissenschaften.

## Leben und Wirken
Nach seinem Studium der Geschichtswissenschaften und Mathematik machte er 1984 sein Staatsexamen an der Freien Universität Berlin. 1991 wurde er an der FU Berlin mit einer Arbeit über die langfristige Entwicklung der Lohn- und Einkommensdisparitäten in Deutschland promoviert. Von 1985 bis 1988 war er Wissenschaftlicher Mitarbeiter in zwei aus Drittmitteln finanzierten Forschungsprojekten zur neueren deutschen/europäischen Wirtschafts- und Sozialgeschichte und von 1988 bis 1992 Wissenschaftlicher Angestellter am Institut für Wirtschafts- und Sozialgeschichte der Freien Universität Berlin. Von 1992 bis 1994 war er zunächst Wissenschaftlicher Assistent und von 1995 bis 2021 Wissenschaftlicher Mitarbeiter am Institut für Geschichtswissenschaften der Humboldt-Universität zu Berlin. Dort war er bis 2021 Leiter des Bereichs „Historische Fachinformatik“.
1996 war er an der Gründung des Kommunikations- und Fachinformationsportals H-Soz-Kult beteiligt und leitete es bis 2021 als Hauptredakteur.
Seit 2013 ist er Honorarprofessor für Wissenschaftliche Kommunikation und Historische Fachinformation an der Universität Leipzig.

## Forschungsschwerpunkte
Sozial- und wirtschaftshistorische Themen der neueren Geschichte stehen im Zentrum seiner Lehr- und Forschungsinteressen. Insbesondere die Veränderungen in der Arbeitswelt und das Aufkommen neuer Medien sowie deren Verbreitung und Wirkung auf die Arbeits- und Lebenszusammenhänge im 19. und 20. Jahrhundert unter Einschluss moderner technik- und kulturhistorischer Perspektiven beschäftigen ihn. Daneben bestimmen die rasant weiterentwickelten Techniken der digitalen Informations- und Kommunikationsvermittlung zunehmend seinen Arbeitsalltag; dabei geht es um die Frage, wie sich die ‘digitale Revolution’ für die historischen Wissenschaften gewinnbringend nutzen lässt: Antwort darauf sind u. a. das von ihm mitbegründete elektronische Diskussionsforum H-Soz-Kult sowie das von ihm geleitete Fachportal Clio-online.

## Publikationen (Auswahl)
- mit Hartmut Kaelble: Die regionale Erwerbsstruktur im Deutschen Reich und in der Bundesrepublik 1895–1970. Eine statistische Dokumentation. Scripta Mercaturea, St. Katharinen 1989, ISBN 3-922661-57-2.
- Arbeit und Verdienst. Entwicklung und Struktur der Arbeitseinkommen im Deutschen Reich und der Bundesrepublik (1885–1985). Freie Universität, Diss., Berlin 1992.
- mit Peter Helmberger: H-Soz-u-Kult. Eine Bilanz nach drei Jahren. In: Historical Social Research/Historische Sozialforschung 24, 1999, Heft 3, S. 7–35 (urn:nbn:de:0168-ssoar-31699, PDF, 730 kB).
- mit Konrad H. Jarausch (Hrsg.): Versäumte Fragen. Deutsche Historiker im Schatten des Nationalsozialismus. München/Stuttgart 2000, ISBN 3-421-05341-3.
- mit Bärbel Biste (Hrsg.): Fachinformation und EDV-Arbeitstechniken für Historiker. Einführung und Arbeitsbuch (= Historical Social Research. Supplement 12, ISSN 0172-6404). Köln 2000; urn:nbn:de:0168-ssoar-285910 (PDF; 57,26 MB).
- mit Iris Schröder, Hannes Siegrist (Hrsg.): Europa und die Europäer. Quellen und Essays zur modernen europäischen Geschichte. Stuttgart 2005, ISBN 3-515-08691-9.
- mit Hartmut Kaelble: Geschichte der Europäischen Integration bis 1989. Steiner, Stuttgart 2016, ISBN 3-515-11303-7.